# Short Circuit 2
Short Circuit 2 (bra: Um Robô em Curto-Circuito 2; prt: Curto-Circuito 2) é um filme estadunidense de 1988, dos gêneros comédia|ficção científica, dirigido por Kenneth Johnson.

## Sinopse
Johnny Five, o robô em curto-circuito, sai para um reconhecimento da cidade, mas alguns desocupados, um banqueiro ganancioso e uma quadrilha de golpistas percebem sua inocência e veem nele um meio de obter lucro.

## Elenco
- Fisher Stevens...Ben Jahrvi
- Michael McKean...Fred Ritter
- Cynthia Gibb...Sandy Banatoni
- Tim Blaney...Johnny Five (Voz)
- Ally Sheedy...Stephanie Speck (Voz)
- Jack Midia

## Refilmagem
Em 2011, a Dimension Films adquiriu os direitos para um remake de Short Circuit; inicialmente, a direção ficaria a cargo de Tim Hill.